# Classe Big Four

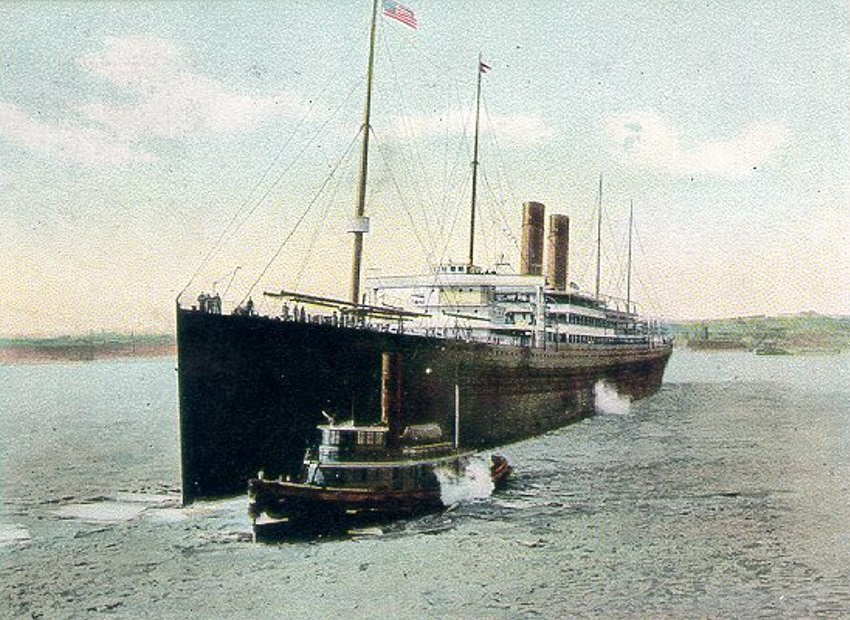
Cartolina del RMS Celtic

La classe Big Four era formata da un quartetto di transatlantici da più di 20.000 tonnellate degli inizi del XX secolo, costruiti dal cantiere navale Harland & Wolff per la White Star Line. Erano state progettate per essere le navi più grandi e lussuose. Le navi appartenenti alla classe erano l'RMS Adriatic, l'RMS Baltic, l'RMS Cedric e l'RMS Celtic.

## Origine
Nel 1899, la White Star Line commissionò la costruzione delle navi Oceanic e Olympic, che superavano in lunghezza la Great Eastern, ma non in stazza. Dopo la morte di Thomas Henry Ismay, il proprietario della White Star, la nave gemella dell'Oceanic, l'Olympic, fu annullato. Le risorse che erano destinate alla costruzione di quest'ultima furono trasferite al nuovo progetto dell'azienda: la classe Big Four, che doveva comprendere le navi più grandi del mondo.

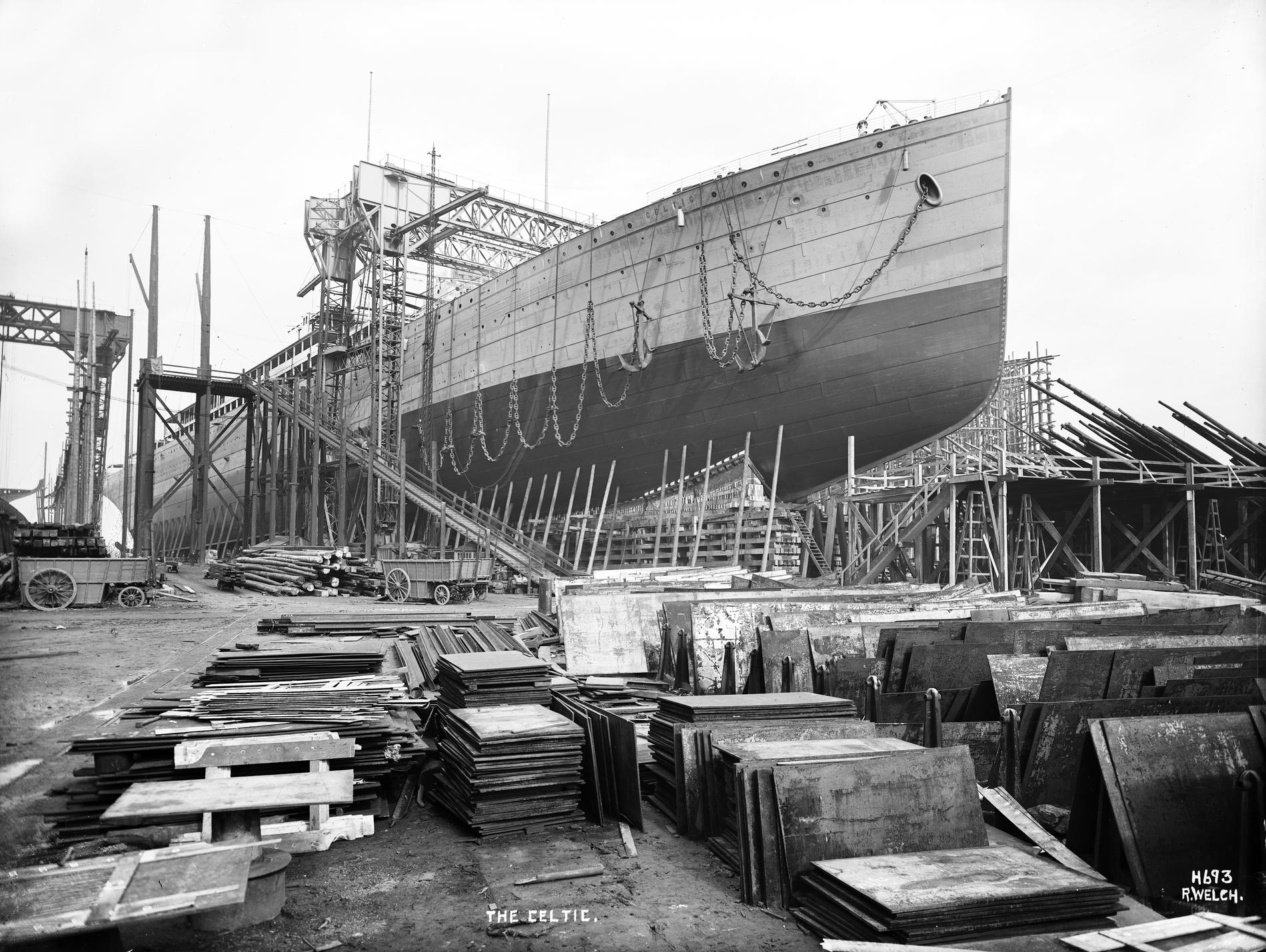
Il Celtic in costruzione

## Storia
Nel 1901, la White Star Line ordinò una serie di quattro navi che dovevano essere più grandi del Great Eastern, chiamando queste navi "Big Four". Le quattro navi furono progettate per avere una stazza superiore a 20.000 tonnellate e invece di essere costruite per la velocità e per competere per il Blue Riband (un riconoscimento alla nave più veloce), furono progettate per essere più lussuose dei loro concorrenti.

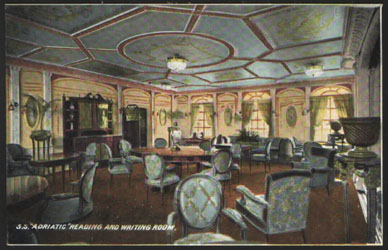
Sala di lettura e scrittura dellAdriatic

La prima delle quattro navi fu chiamata Celtic e fu ordinata da Thomas Ismay poco prima della sua morte. Il Celtic fu varato il 4 aprile 1901 e fece il suo viaggio inaugurale il 26 luglio dello stesso anno. Era più bassa dell'Oceanic. Dopo la sua costruzione, il Celtic divenne la nave più grande del mondo con 21.035 tonnellate lorde.
Il Celtic fu seguito dal Cedric, che fu varato il 21 agosto 1902 e fece il suo viaggio inaugurale l'11 febbraio 1903. Al momento del suo varo era il più grande oggetto in movimento mai costruito, con 21.073 tonnellate lorde.
Il Cedric fu seguito dal Baltic, che fu varato il 21 novembre 1903 e fece il suo viaggio inaugurale il 29 giugno 1904. Fu la nave più grande del mondo con 23.876 tonnellate lorde fino al 1905, quando la Kaiserin Auguste Victoria, con 24.581 tonnellate, della HAPAG superò il record.
Al Baltic seguì l'Adriatic, che fu varato il 20 settembre 1906 e fece il suo viaggio inaugurale l'8 maggio 1907.
La popolarità delle navi Big Four fu superata dal Lusitania e dal Mauretania, entrambe della compagnia rivale Cunard.

## Caratteristiche
Le navi Big Four avevano una stazza compresa tra le 21.000 e le 24.500 tonnellate, con il Baltic e l'Adriatic molto più grandi dei primi due. Tuttavia, l'Adriatic, che era il più grande dei quattro, era anche l'unico a non aver detenuto il titolo di più grande nave passeggeri al mondo. Le quattro navi erano azionate da due eliche mosse dall'espansione quadrupla del vapore. Potevano raggiungere una velocità media di 16 nodi (30 km/h).
Tutte avevano forma simile: scafo nero con chiglia rossa e sovrastruttura bianca. Erano dotate di quattro alberi (due anteriori e due posteriori) che sostenevano i cavi del telegrafo senza fili.
Le navi erano le più lussuose mai costruite: avevano una sala da pranzo dominata da un soffitto di vetro, una sala di lettura e scrittura con molti libri e periodici adornata anche con grandi vetrate, un ponte sul lungomare coperto, una sala fumatori decorata e, nell'Adriatic, una piscina coperta e bagni turchi.

## Storia delle navi

### Celtic
Il Celtic fu il primo dei Big Four, entrato in servizio nel 1901. La sua storia è stata contrassegnata da numerosi incidenti. Trasformata in un incrociatore ausiliario durante la prima guerra mondiale, colpì una mina nel 1917, uccidendo 17 persone.

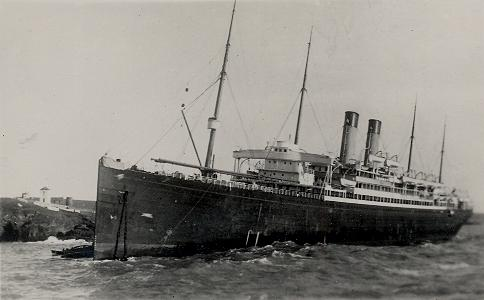
RMS Celtic

Nel 1918, fu silurata da un sottomarino tedesco, ma comunque riuscì ad arrivare in porto e a non affondare. Nel 1925, colpì un'altra nave, ma nessuna delle due navi ebbe conseguenze. L'incidente si ripeté con un'altra nave nel 1927. Alla fine, nel 1928, si arenò colpendo le rocce al largo di Cobh. Ci vollero cinque anni per smantellare completamente la nave.

### Cedric
Il Cedric fu messa in servizio nel 1903. La sua carriera commerciale fu divisa in incroci e crociere transatlantiche. Quando il Titanic affondò, il Cedric si trovava attraccato a New York. J. Bruce Ismay, amministratore delegato della White Star, aveva tentato di ritardare la partenza del Cedric fino a quando il Carpathia fosse arrivato in porto, in modo che lui e gli altri membri dell'equipaggio sopravvissuti potessero tornare in Inghilterra senza mettere piede in suolo statunitense. Tuttavia il Cedric partì secondo gli orari previsti.
Durante la guerra, il Cedric fu trasformato in incrociatore ausiliario. Il 29 gennaio 1918, il Cedric si scontrò e fece affondare una nave canadese al largo della baia di Morecambe.

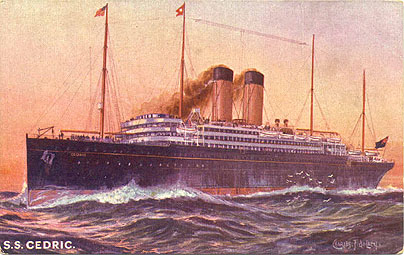
RMS Cedric

Il 30 settembre 1923, a causa della fitta nebbia, si scontrò con la RMS Scythia della Cunard Line nel porto di Queenstown. Nessuna delle due navi fu gravemente danneggiata. 
Il Cedric fu dismesso nel 1931 e fu demolito l'anno successivo.

### Baltic
Commissionato nel 1904, il Baltic ha spesso svolto il ruolo di nave-soccorritore in mare. Nel 1909, ricevette l'SOS dalla RMS Republic, dopo una collisione con la SS Florida del Lloyd Italiano. Nel 1912, nella notte dell'affondamento del Titanic, il Baltic ricevette la richiesta di soccorso dalla nave, ma non riuscì a raggiungerla in tempo. Fu anche coinvolta in un salvataggio il 6 dicembre 1929, quando assistette la goletta affondante Northern Light.

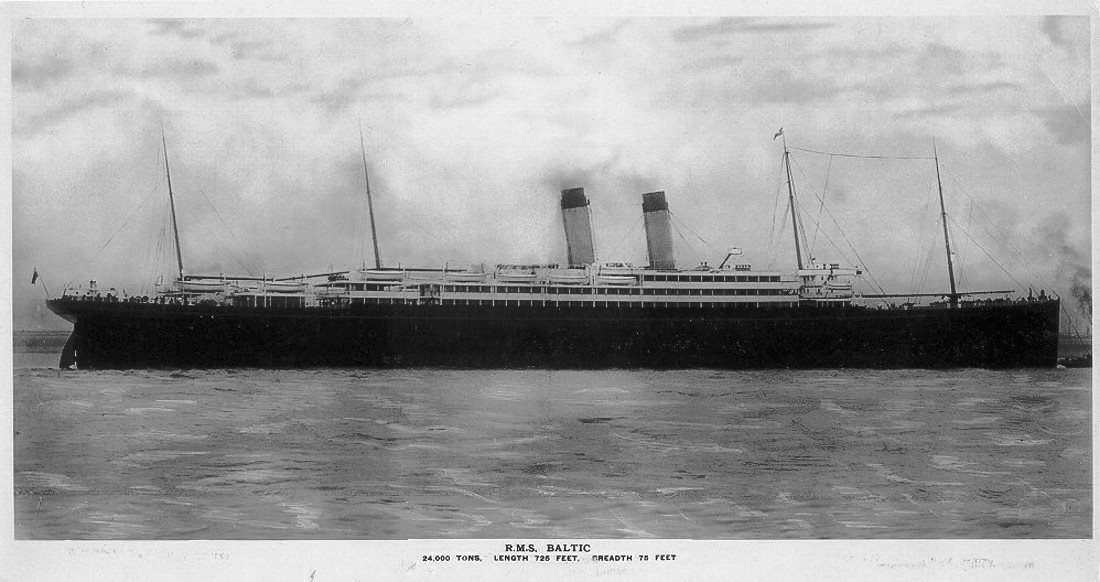
RMS Baltic

Il 17 febbraio 1933, salpò per Osaka dove fu demolita. Il Baltic era spesso accompagnato dal Magnetic, della White Star. Le due navi appaiono insieme su molte cartoline d'epoca.

### Adriatic
L'Adriatic entrò in servizio nel 1907. Era la più grande e lussuosa delle Big Four. Ha goduto di una carriera commerciale di successo; inoltre ha avuto l'onore di aprire la rotta Southampton - New York per la White Star Line. Durante la prima guerra mondiale divenne una nave trasporto truppe.

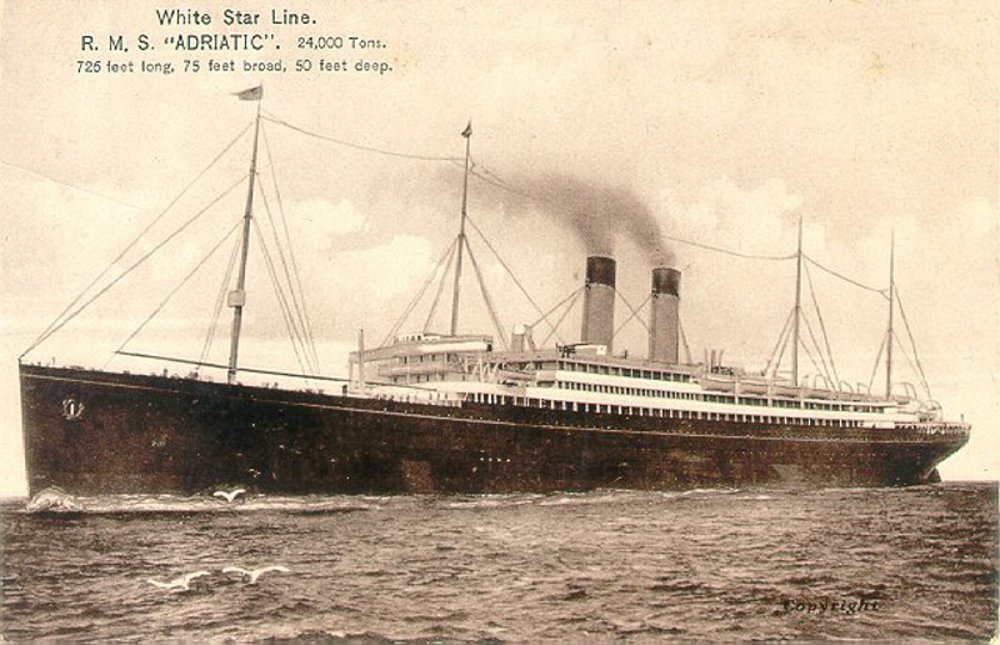
RMS Adriatic

L'Adriatic dal 1933 lasciò la rotta transatlantica verso l'America dove venne utilizzato come nave da crociera. Fu demolito ad Osaka in Giappone nel 1935.